# Rawlins (Wyoming)
Rawlins é uma cidade localizada no estado norte-americano de Wyoming, no Condado de Carbon.

## Demografia
Segundo o censo norte-americano de 2000, a sua população era de 8.538 habitantes.
Em 2006, foi estimada uma população de 8621, um aumento de 83 (1.0%).

## Geografia
De acordo com o United States Census Bureau tem uma área de
19,2 km², dos quais 19,2 km² cobertos por terra e 0,0 km² cobertos por água.

## Localidades na vizinhança
O diagrama seguinte representa as localidades num raio de 96 km ao redor de Rawlins.